# خاطرات من (کتاب)
ماکسیم گورکی جمع‌آوری این کتاب را در سال ۱۹۲۲ آغاز نمود اما می‌توان گفت این کتاب برگرفته از خاطرات او در دوران گوناگون زندگی اوست و از روی این کتاب می‌توان به رشد شخصیت و استعداد او در دوران‌های مختلف زندگیش پی برد.
شایان ذکر است که این کتاب وضعیت اجتماعی روسیه را در زمان نویسنده به تصویر می‌کشد و به جو خفقان‌آور دوران قبل از انقلاب ۱۹۱۷ اشاره می‌نماید و به‌طور مثال در داستان ولگردهای عجیب به این مسئله چنین می‌پردازد:
 بعد از سال ۱۸۹۰ هرگاه از این نوع آگهی‌ها در روزنامه می‌دیدم همه را جمع می‌کردم. نزدیک به سی آگهی از این نوع، جمع‌آوری کرده‌بودم که همه بسته‌بندی شده در خلال یک بازرسی از خانه‌ام ضبط و بعدها در اداره پلیس پترزبورگ ناپدید شد.
گورکی در کتاب خود سعی نموده است تا با اشاره به عقاید کلیسای ارتودوکس و به چالش کشیدن باورهای خرافی مردم، اثرات مخرب اندیشه دگماتيستی این کلیسا را زیر سؤال ببرد و دلایل پاگیری تفکر نهیلیسم را در روسیه را بیان نماید.
به هر حال آلکسی ماکسیموویچ پِشکوف تنها یک داستان‌نویس نبود و او با توجه به مطالب کتاب‌هایش یک جامعه‌شناس و فیلسوف نیز بود. در کتب او ما به مسائل علمی، عقاید اجتماعی و طرز تفکر قشرها مختلف اجتماعی کشور و بزرگان ادب و هنر در زمان او برخورد می‌نمائیم.